# Pompei (famiglia)

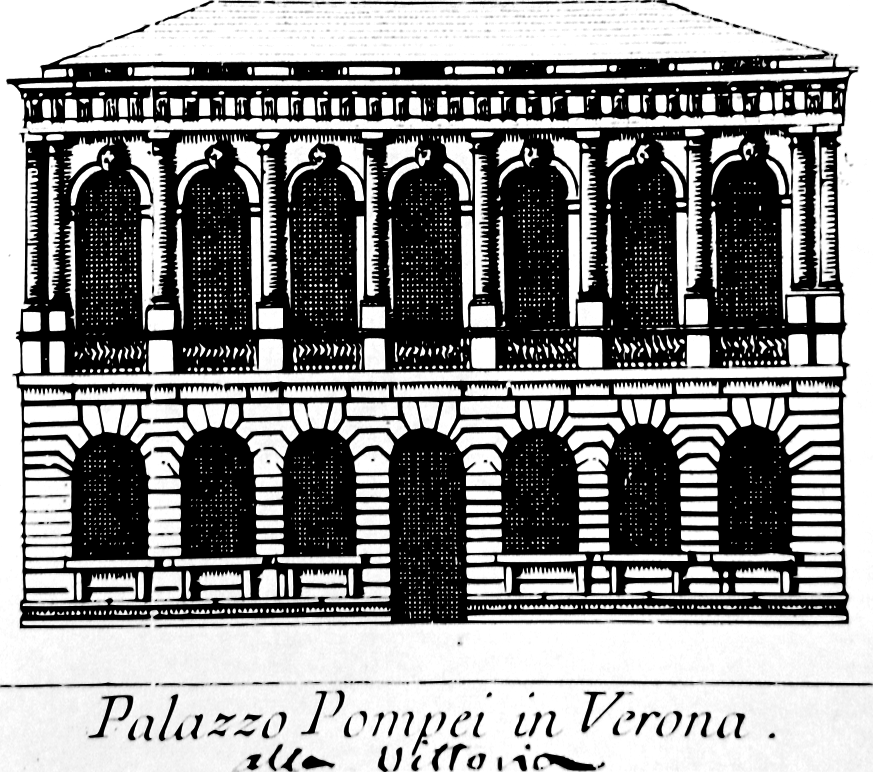
Disegno raffigurante Palazzo Pompei.

La famiglia Pompei di Verona iniziò la sua ascesa nel tardo medioevo.

## Storia
Il capostipite della famiglia fu Pompeo Pompei, che visse a Verona quando la città era governata da Antonio della Scala. 
Nel 1410 la famiglia Pompei entrò a far parte del nobile Consiglio di Verona. Il nipote di Pompeo, Giovanni, ottenne dalla Repubblica di Venezia nel 1474 il privilegio di immunità e gli furono riconosciuti i suoi possedimenti presso Illasi.
La famiglia Pompei si era infatti già fatta notare nell'amministrazione veronese, tanto che un suo membro nel 1438 era stato nominato comandante delle difese della città di Verona. Combattendo per conto di Venezia, nel 1509 Girolamo Pompei riuscì a catturare il marchese di Mantova Francesco II Gonzaga, che aveva tradito la Repubblica veneta passando dalla parte della Lega di Cambrai capeggiata da papa Giulio II. Per questo, Girolamo ottenne il titolo di conte di Illasi, da anni il feudo dei Pompei. Tra gli altri riconoscimenti ottenuto dai Pompei ci fu quello di divenire cittadini onorari di Milano, titolo loro conferito dall'imperatore Carlo V d'Asburgo.
Con la caduta di Napoleone, l'imperatore d'Austria Francesco I conferì ai Pompei il titolo di conti dell'Impero (1821). La famiglia Pompei si estinse nel 1851, mantenendo i rami dei conti Sagramoso Perez-Pompei e dei marchesi Carlotti.

## Personaggi di rilievo
- Tra i maggiori rappresentanti della famiglia Pompei ci fu Alessandro (1705-1772).[2] Egli era figlio del conte Alessandro e della contessa vicentina Cecilia Porto. Dopo aver frequentato il collegio dei Nobili di Parma, tornò a Verona e iniziò a dipingere sotto la guida di Antonio Balestra, uno dei maggiori interpreti del Settecento pittorico veneto. Con il supporto del marchese Scipione Maffei, Alessandro Pompei iniziò lo studio delle opere di Michele Sammicheli, confluito poi nel trattato Li cinque ordini dell'architettura civile di Michel Sanmicheli, pubblicato nel 1735. Celebre architetto, diede vita a numerosi progetti, tra cui quelli di rifacimento di villa Giuliari a Settimo di Gallese, di palazzo Spolverini a Verona, della Dogana di San Fermo. Nel 1749, inoltre, gli fu chiesto di progettare il nuovo Teatro Filarmonico, che era stato distrutto da un incendio.
- Altro rappresentante illustre fu lo scrittore Girolamo Pompei.[3]